# Кофман (окръг, Тексас)
Окръг Кофман (на английски: Kaufman County) е окръг в щата Тексас, Съединени американски щати. Площта му е 2090 km², а населението - 71 313 души (2000). Административен център е град Кофман.